# Paolo Vecchi
Paolo Vecchi (Parma, 13 de fevereiro de 1959) é um ex-jogador de voleibol da Itália que competiu nos Jogos Olímpicos de 1984.
Em 1984, ele fez parte da equipe italiana que conquistou a medalha de bronze no torneio olímpico, no qual atuou em todas as seis partidas.